# مارك لانغدون هيل
مارك لانغدون هيل هو قاضي وسياسي أمريكي، ولد في 30 يونيو 1772 في بيدفورد في الولايات المتحدة، وتوفي في 26 نوفمبر 1842 في فيبسبورغ في الولايات المتحدة. نشط حزبياً في الحزب الجمهوري الديمقراطي. وقد انتخب عضو مجلس نواب ماساتشوستس ‏ وانتخب عضو مجلس النواب الأمريكي ‏.